# 山田浩二

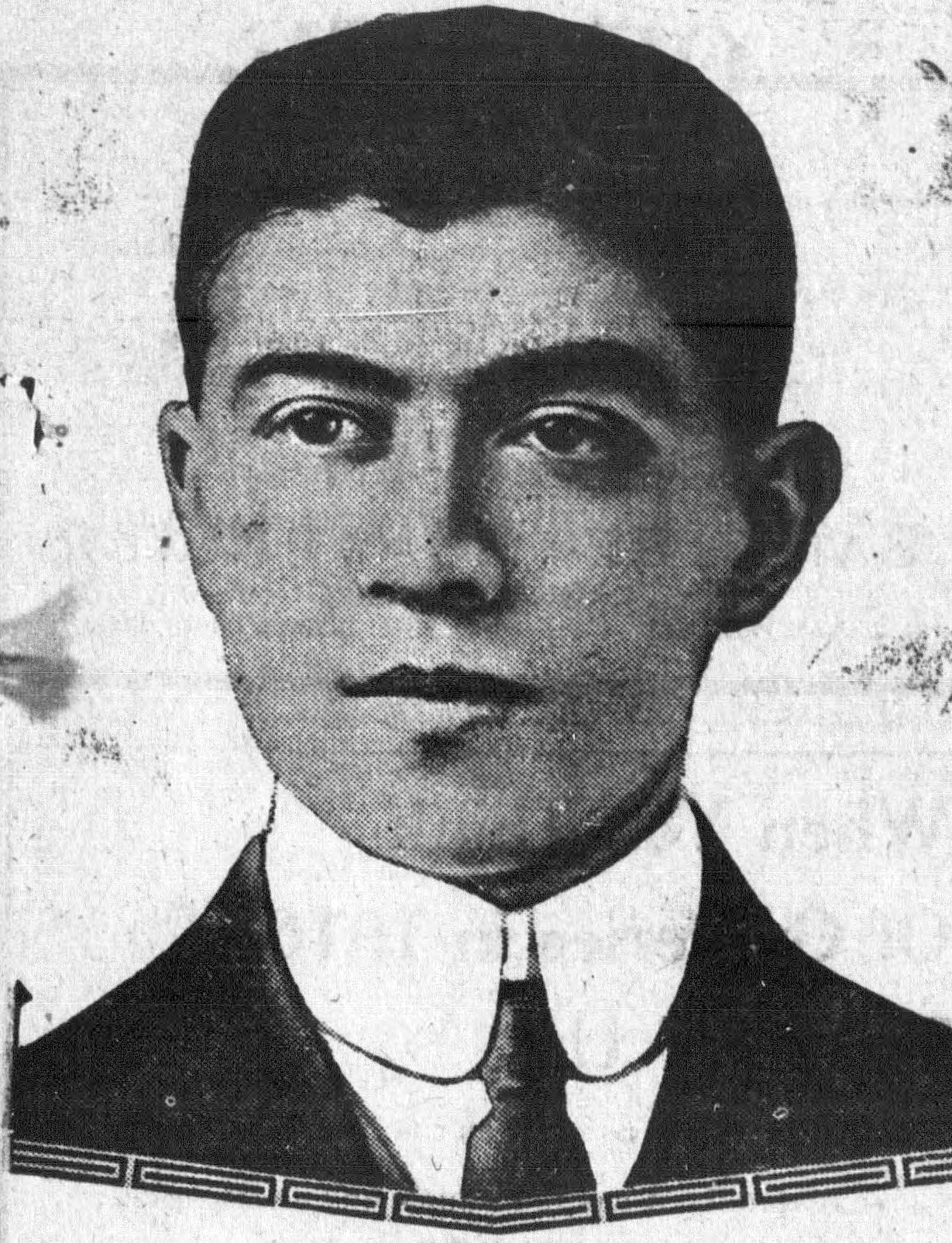
新聞に掲載された山田浩二の写真（1916年）。

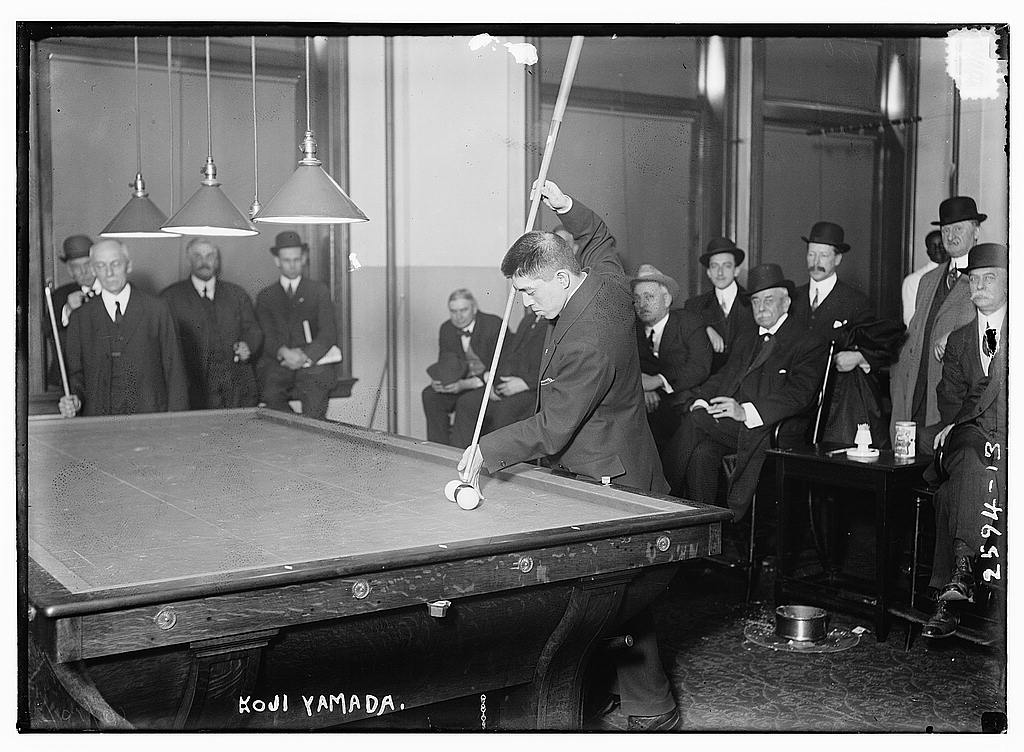
アメリカでの山田浩二（1912年）

山田 浩二（やまだ こうじ、1887年〈明治20年〉1月29日 - 1941年〈昭和16年〉9月16日）は、日本のビリヤード選手、世界選手権優勝者である。

## 生涯
東京出身。1910年、22歳のときにビリヤードを学ぶためベルリンに渡り、約2年間滞在した。彼は1912年にアメリカで開催されたボークライン・トーナメントでオラ・モーニングスターに敗れたこと、1913年に開催された世界選手権に参加し、ウィリー・ホッペ（優勝者）やジャン・ブルーノなどの選手に勝利したことで知られているが、彼がこの2年間ずっとアメリカに滞在していたか、あるいは他の場所にも滞在していた期間があったのかは不明である。
日本に帰国後、彼はビリヤードの普及と青少年への指導のために丸の内にビリヤード場を開設した。1934年、彼は『最新撞球術 : 四つ球、ボークライン、曲球』という本を出版した。1941年、彼に「初代ビリヤード名人」の称号が授けられたが、同年54歳で没した。